# Acaenitus lividus
Acaenitus lividus là một loài tò vò trong họ Ichneumonidae.